# Pikuach nefesh
 Pikuach nefesh  (pronúnciese: picúaj néfesh) (en hebreo: פקוח נפש‎ 'cuidado del alma') es el principio en ley judía que la preservación de la vida humana anula virtualmente cualquier otra regla religiosa. Cuando la vida de una persona específica está en peligro, casi cualquier mandamiento negativo de la Torá se vuelve inaplicable.

## Fuente bíblica
La Torá, en Levítico 18: 5, dice "Mis estatutos y mis leyes guardarás, que una persona hará y vivirá por ellos. Yo soy el SEÑOR".  En el Talmud (Yoma 85b),  Shmuel interpreta este versículo para implicar "vivir por ellos [ es decir, los estatutos y leyes de Dios] y no mueras por ellos ". La interpretación de Shmuel, que se acepta como canónica en el judaísmo rabínico, es que los judíos deben vivir según la ley judía siempre que hacerlo no pone en peligro sus vidas, pero no deberían morir a causa de ello (excepto en circunstancias limitadas identificadas en otros lugares). Shmuel rechaza implícitamente la interpretación alternativa, "vive por ellos y muere por ellos".
Ezequiel 20:11 también declara esta frase: "Y les di mis estatutos, y les mostré mis juicios, que si alguno los cumple, vivirá en ellos".
Lucas 22:27
Reina-Valera 1960
27 Porque, ¿cuál es mayor, el que se sienta a la mesa, o el que sirve? ¿No es el que se sienta a la mesa? Mas yo estoy entre vosotros como el que sirve.
Read full chapter
Lucas 22:27 in all Spanish translations
Quiere decir que el mismo JESHUA es decir, Jesucristo Dios hecho Hombre, ya se refería a este punto de la ayuda a la vida humana y al servicio que no tiene solapamiento sobre la Ley Levitica del A.T. (Antiguo Testamento) sino todo lo contrario, Jesucristo vino a AFIRMAR LA LEY no a negarla, pero suscribe a la indiscutible apreciacion de la Vida humana por sobre toda Ley o estatuto que niegue que la vida de mi projimo,m el axiliarlo y protegerlo del peligro inminente esta por sobre todo. 

Vemos tambien en otro de los textos escriturales del Evangelio segun San Lucas, en el pasaje de "El buen Samaritano" Lucas 10:25-37 RVR1960 - El buen samaritano  que el Señor enfatiza la ayuda a la vida humana por sobre toda otra accion o religion o mandamiento que se oponga a la proteccion y axulio de la vida humana como pirncipio de vida.

## Discusión talmúdica
El Talmud discute una serie de casos como ejemplos en los que las leyes bíblicamente ordenadas pueden ser ignoradas por el bien de salvar una vida humana. ( B. Yoma 84b) Todos estos ejemplos se relacionan con las prohibiciones de  Sábado: rescatar a un niño del mar,  rompiendo una pared que se derrumbó sobre un niño, derribando una puerta que estaba a punto de cerrarse sobre un bebé, y  extinguir un incendio para salvar una vida.
El  Mishna  allí discute cuando a uno se le permite romper su  ayuno en  el Día de la Expiación: "Si uno es presa de un hambre voraz (aparentemente refiriéndose a algo que amenaza su vida [cita requerida]), se le puede dar de comer incluso  cosas inmundas hasta que se le aclaren los ojos ". (B. Yoma 83a)

## Dibujando la línea
El principio de preservación de la vida, picúaj néfesh, tiene limitaciones. La persona cuya vida se salvará debe ser una persona específica e identificable, en lugar de un beneficiario abstracto o potencial. [cita requerida] Otra pregunta es qué constituye una situación potencialmente mortal. Algunas situaciones son claramente potencialmente mortales, como alguien que se está muriendo de una enfermedad y morirá sin intervención médica, o uno que se está ahogando y no podrá escapar del agua sin la ayuda de otro. En otras situaciones, puede que no esté claro si una vida está realmente en peligro. Por ejemplo, si una persona siente un "dolor extremo", esto puede ser tremendamente incómodo, pero no está claro si puede conducir a la muerte. Siempre se considera preferible pecar de cauteloso (es decir, "violar" las leyes judías), incluso si esto resulta innecesario retroactivamente. Si uno está en peligro de perder una extremidad, movilidad, vista, sufrir la pérdida de alguna otra función vital para la supervivencia futura, o puede estar en peligro de desarrollar un nuevo problema de salud que, en última instancia, puede acortar la vida, se considera la situación. ser potencialmente mortal. [cita requerida]

### Incertidumbre
Si no se puede determinar si una situación pone en peligro la vida o no, la situación debe considerarse potencialmente mortal hasta que se demuestre lo contrario, lo que permitirá que se tomen medidas. Es de suma importancia que si uno cree que una vida puede estar en peligro, y los segundos pueden contar, que las personas involucradas no se demoren en ayudar a la víctima por temor a violar la halajá, o para determinar si tal violación es permisible de acuerdo con la halajá. . Si alguien toma una acción en violación de la halajá para salvar una vida cuando cree que la situación es potencialmente mortal, pero luego se entera de que no hubo una amenaza para la vida humana, no ha pecado y no debe sentirse culpable por haber cometido tal acto.

### Quién debe ayudar
En una situación potencialmente mortal, cuando sea posible, es necesario que las personas más calificadas disponibles brinden toda la asistencia necesaria durante cada momento de la situación. Pero cuando los segundos cuentan, no debe haber demora en determinar quién está más calificado.
Si hay una elección entre un judío y un gentil que están igualmente calificados, y claramente hay mucho tiempo para decidir, es preferible que el judío brinde la ayuda (con un notable excepción del parto). Pero si hay una elección entre dos judíos, y claramente hay mucho tiempo para decidir, es preferible que los judíos más observadores rompan la halajá. [cita requerida] Esto muestra la importancia de romper la halajá cuando hay una vida en juego, y que a los judíos menos observadores no se les permite cumplir el propósito de romper la halajá cuando es posible que los judíos más observadores lo hagan.

## Ejemplos

### Donación de órganos
Según algunos gobernantes halájicos, la donación de órganos en la ley judía es un ejemplo clásico de la obligación de violar un mandamiento debido a pikuach nefesh. Salvar una vida puede anular la prohibición de profanar un cadáver. Sin embargo, debido a la limitación de que una vida específica debe estar en peligro, generalmente se debe identificar un receptor de órgano específico antes de extraer el órgano. La extracción de órganos de los bancos de órganos para su posible uso futuro está generalmente prohibida por todos los posek del judaísmo ortodoxo.

### Shabat y festivos
Las leyes de Shabat y las festividades judías pueden suspenderse a los efectos del pikuach nefesh. El ejemplo más antiguo conocido de esto tuvo lugar en 167 a. C., cuando Matatías y los asmoneos declararon que estaba permitido a sus seguidores luchar en el día de reposo para defenderse de los ataques. A uno se le permite viajar para salvar la vida de otro, y se puede proporcionar atención médica a pacientes críticamente enfermos (ver  Conducir en Shabat). Según Moshe Feinstein, está permitido viajar para acompañar a una mujer en trabajo de parto a un hospital porque el Talmud se preocupa especialmente por la salud con respecto al embarazo y el parto. Las leyes de Shabat también se pueden modificar para una mujer que ha dado a luz en los últimos tres días para asegurarse de que se encuentra cómoda y saludable.
Se permite llevar a una mujer a un hospital en Shabat para dar a luz, ya que el parto puede poner en peligro la vida sin supervisión médica. De manera similar, uno puede  firmar un formulario de consentimiento para la cirugía en Shabat si la cirugía se retrasará de otra manera.
Si un pariente cercano es transportado al hospital en circunstancias de emergencia durante el Shabat, se le permite a uno conducir o aceptar que lo lleven al hospital para brindar compañía a su pariente en el hospital, ya que esto puede salvarle la vida. También es posible que se necesite uno en el hospital para firmar formularios de consentimiento que pueden salvar vidas. [cita requerida]

#### Teléfono
Si se sabe o se sospecha una emergencia médica que justifica realizar una llamada telefónica en lugar de transportarla en un vehículo motorizado, se puede usar el teléfono. Si la situación tiene un menor nivel de urgencia, el receptor debe ser retirado y los botones presionados  de una manera inusual (usando el codo o los nudillos, o un lápiz). Si la persona involucrada espera que se le devuelva una llamada para tratar el problema, se permite contestar el teléfono, y si otra persona no involucrada ha realizado la llamada, la persona involucrada deberá indicar, por ejemplo, que está esperando una llamada de el doctor.

#### Trabajo

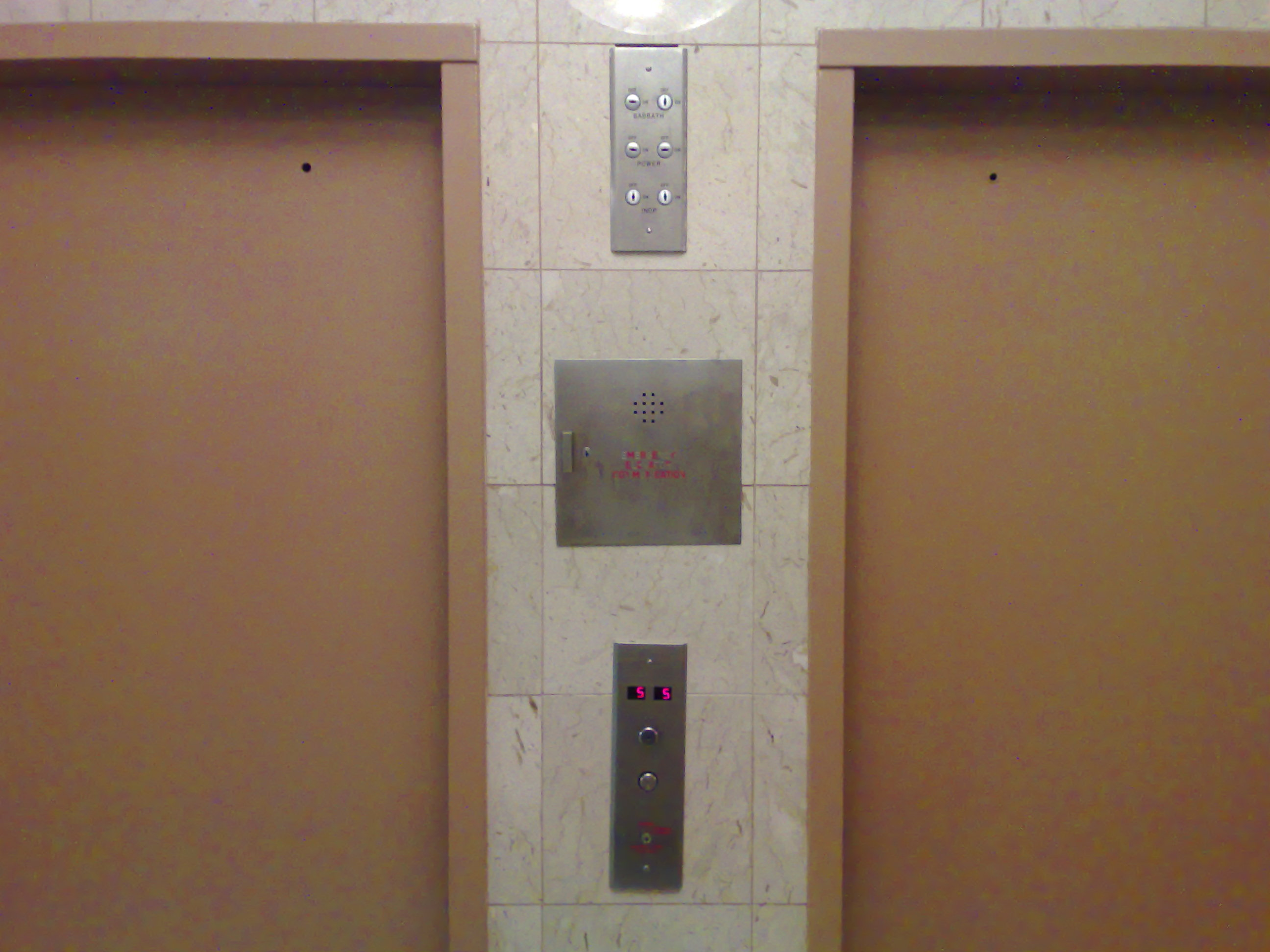
Ascensores para el Shabat

Está permitido que alguien cuya profesión sea salvar vidas (como un médico] enfermera o técnico médico de emergencia) trabaje en Shabat para salvar vidas. Está permitido incluso que un profesional de este tipo utilice un teléfono o un buscapersonas para ser alertado sobre la necesidad de un acto que salve vidas o para comunicar información que salve vidas, o viajar por cualquier medio necesario al lugar donde se produjo el acto potencialmente salvador. será realizado. Algunos hospitales, como  Hospital Mount Sinai, tienen un Elevador de Shabat designado para que el personal y los visitantes lo utilicen en esos días; los ascensores se detienen automáticamente en cada piso, por lo que las personas observadoras no tienen que presionar un botón de piso, lo que sería trabajo.
No se le permite trabajar en Shabat debido a dificultades económicas, sin importar cuán severas sean sus circunstancias.

#### Fuego
La ley judía prohíbe apagar un fuego en Shabat o Yom Tov. Está prohibido apagar un incendio o usar el teléfono para llamar al departamento de bomberos solo para evitar daños a la propiedad. Sin embargo, todavía está permitido hacerlo en la mayoría de los casos debido al peligro que supone para otras personas desconocidas para la persona que descubre el incendio. Incluso si todas las personas pueden escapar de un edificio, mientras el fuego arda, existe el peligro de que se propague a otros edificios cercanos, poniendo así en peligro la vida de los demás en ellos. Incluso en una zona rural, donde no hay otros edificios cercanos, existe el peligro de que el fuego se propague a un bosque cercano, iniciando un incendio forestal más devastador, que puede poner en peligro a otros. Solo si se puede establecer claramente que no existen tales riesgos, está prohibido romper el Shabat.

### Comer

#### Comida no kosher
Se pueden consumir alimentos no kosher en las siguientes circunstancias: [cita requerida]
- Si no hay comida kosher disponible para la persona, y no comer la comida no kosher puede resultar en inanición.
- Si se necesita un producto alimenticio no kosher específicamente para curar una enfermedad

Si es necesario para la recuperación, el paciente puede comer alimentos no kosher. En el  Talmud de Babilonia, el Capítulo 82a del Tratado Yoma menciona  ansia de embarazo s de comida no kosher (el pasaje habla de una mujer embarazada que anhela carne de cerdo en Yom Kipur) como el ejemplo paradigmático de una presunta situación potencialmente mortal en la que a una persona se le permite comer comida no kosher (y se le permite comerla en Yom Kipur).

#### Ayuno
En Yom Kipur, el ayuno preferiblemente solo puede romperse si un médico le aconseja a uno que no ayune, y luego consulta a un rabino con respecto al consejo del médico. La práctica general es comer solo lo necesario para satisfacer las necesidades de uno. Si un médico le aconseja a uno que no ayune, pero no puede consultar a un rabino, debe comer de acuerdo con el consejo del médico.
Si uno siente que puede tener un problema de salud que puede agravarse con el ayuno, pero no hay médicos o rabinos disponibles para dar consejos, deben usar su propio juicio y se les permite abstenerse de ayunar. En tales casos, no se debe demorar la comida para hablar con la autoridad apropiada, o sentirse culpable por comer en esta situación.
Aquel que debe comer en Yom Kipur debe comer solo lo necesario para evitar agravar una condición médica. El ayuno, en la medida de lo posible, tiene prioridad sobre la oración (y, por lo tanto, no se debe comer más simplemente para que uno pueda asistir a la sinagoga u orar con más concentración). Todas las bendiciones que normalmente se recitan antes y después de comer se recitan como de costumbre.
Los ayunos distintos de Yom Kipur se consideran más indulgentes. Cualquiera que se sienta incapaz de ayunar puede romper el ayuno sin consultar a un médico o rabino.
En todos los ayunos, a quien esté tomando un medicamento por cualquier motivo se le permite usar comida o agua según sea necesario para ayudar a tomar el medicamento. Si el medicamento tiene instrucciones para consumir alimentos o bebidas con el medicamento, no se le permite ayunar y no es necesario consultar más a un médico o rabino.
Una persona que se deshidrata severamente durante cualquier ayuno debe consumir suficientes líquidos para restaurar su cuerpo a los niveles normales de hidratación.

#### Esperando el momento adecuado para comer
La ley rabínica prohíbe comer en determinados momentos, incluso en días sin ayuno, como antes de la oración matutina diaria, antes de la recitación de kidush en Shabat o Yom Tov y entre el final de Shabat y Havdallah . En particular, estas leyes deben ser seguidas estrictamente por hombres adultos y deben ser seguidas por mujeres adultas que no estén embarazadas o amamantando. Si bien es óptimo esperar estos períodos de tiempo más cortos en lugar de comer, incluso para aquellos cuya afección médica exige comer con frecuencia, existen excepciones: [cita requerida]
- Una mujer embarazada o una mujer que está amamantando a un bebé que tiene antojo debe comer sin demora. Para todas las demás mujeres y niños que aún no han alcanzado la edad de bar mitzvah, estas leyes se tratan con más indulgencia.
- Quien debe tomar un medicamento a una hora determinada puede consumir cualquier alimento o bebida necesaria para consumir el medicamento o que deba ingerirse con el medicamento.
- Una persona que está severamente deshidratada puede consumir líquidos según sea necesario para restaurar su cuerpo a los niveles normales de hidratación.
- Una persona que carece de la fuerza para realizar el servicio necesario sin alimento puede comer la cantidad mínima necesaria para realizar el servicio con kavanah

## Excepciones
Hay algunas leyes judías que no se pueden violar, incluso cuando una vida está en peligro. En estos casos, se debe sacrificar una vida en lugar de romper una halajá. Éstos incluyen:

### Difamar el nombre de Dios
Los pecados que involucran Jilul Hashem (la difamación del nombre de Dios) pueden no ser cometidos ni siquiera para salvar la vida. Estos incluyen idolatría, blasfemia, o negación de la existencia de Dios. Las infracciones prohibidas incluyen: [cita requerida]
- Adoración de cualquier dios que no sea el dios judío
- Inclinarse ante cualquier dios que no sea el Dios judío por mostrar solo para complacer al enemigo, u otros signos de fingir adorar a tal dios, incluso si la intención de uno no es adorar
- Violar cualquier mandamiento negativo en sumisión a un enemigo perseguidor cuyo propósito es oponerse a Dios
- Construcción de tal dios para que uno mismo u otros lo adoren, o el apoyo de tal adoración
- Entrada a un edificio donde se adora a un dios que no sea el Dios judío (Sin embargo, las autoridades no acuerdan los detalles y las limitaciones de esta prohibición)[17][18]
- Recitar o imprimir el nombre de Dios en vano
- Destrucción del nombre de Dios de una hoja de papel impresa o pergamino excepto en la realización de rituales prescritos en la Torá
- Fingir que Dios no existe para evitar la persecución.

### Relaciones sexuales prohibidas
Actos sexuales prohibidos no se pueden realizar, incluso si es necesario para salvar una vida. Estos actos incluyen: [cita requerida]
- Incesto
- Un hombre teniendo sexo con la esposa de otro hombre.
- Zoofilia

Aunque  los matrimonios entre judíos y gentiles no están permitidos en el judaísmo ortodoxo, incluso en el caso de picúaj néfesh, el matrimonio de  Esther con el rey de Persia no se considera un pecado, porque permaneció pasiva y arriesgó su vida para salvar la de todo el pueblo judío.

### Asesinato
Cualquier acto que intencionalmente cause la muerte de otra persona (considerado un acto de asesinato), que hiera a una persona por lo que el potencial de muerte por las lesiones es alto, o que de otra manera crea una situación peligrosa que muy probablemente pondrá a uno o más vidas en riesgo, no está permitido para la preservación de la vida. Ejemplos prohibidos son: [cita requerida]
- Extraer órganos del cuerpo de una persona que claramente está viva.
- Donación de órganos en vivo, donde el riesgo de muerte del donante es extremadamente alto. Si el riesgo es bajo, se permite la donación.
- Conducir a muy alta velocidad para llegar a un hospital si está casi asegurado un choque con un automovilista inocente.

#### Otras excepciones
Una excepción en la que se permite matar a otra persona es el caso de un "rodef" (agresor), que puede ser asesinado para salvar la vida de uno mismo o de otro. Esto permite asesinatos en tiempo de guerra y asesinatos en defensa propia o para salvar a otro de un agresor en el judaísmo. Además, el aborto está permitido en la ley judía si el feto no nacido pone en peligro la vida de la madre, porque se considera que el feto es un  rodef . La afirmación "rodef" también se utiliza para permitir la separación de gemelos siameses cuando es probable o incluso seguro que uno muera como resultado de la operación si es necesario para salvar al otro.

#### Vida por una vida
Si bien a uno no se le permite renunciar automáticamente a su vida para salvar la vida de otro (un acto de suicidio,  prohibido en la ley judía), uno puede  arriesgar  'su propia vida para salvar la vida de otro. Sin embargo, está prohibido poner la propia vida en mayor riesgo de lo que ya está la otra persona.
No se puede poner en peligro la vida de otra persona, especialmente contra la voluntad de esa persona, para salvar su propia vida o la de otro.
Los académicos han cuestionado durante mucho tiempo si se permite o no robar para salvar una vida. La mayoría ha llegado a la conclusión de que robar el sustento de una persona pobre está prohibido en circunstancias potencialmente mortales, ya que se considera que la vida de una persona pobre que pierde incluso una pequeña parte de su sustento está en peligro. Además, está estrictamente prohibido operar un negocio u operación similar que robe o defraude intencionalmente a los pobres de todo o parte de su sustento, incluso para salvar una vida. Está prohibido robar o defraudar a una gran empresa, organización o al gobierno si los pobres sufrirán como resultado de la pérdida de estos fondos por parte de la empresa, la organización o el gobierno. Si una empresa sufre la pérdida de dinero debido a fraude o robo, puede traspasar las pérdidas a los clientes aumentando sus precios y, como resultado, los pobres pueden tener que gastar más. El gobierno, si es engañado, puede aumentar los impuestos, incluso a los pobres, o recortar los servicios de los que se benefician los pobres.
El mandamiento de salvar la vida también puede hacer referencia a argumentos éticos con respecto a la tortura.

## Ejemplos contemporáneos
Una delegación de ZAKA, un equipo de rescate formado por hombres judíos ultraortodoxos, trabajó en Haití, en la capital, Puerto Príncipe, poco después del terremoto de Haití de 2010. Se tomaron el tiempo para recitar las oraciones de Shabat y continuaron trabajando durante el Shabat.

"Hicimos todo lo posible para salvar vidas, a pesar del Shabat. La gente preguntó: '¿Por qué estás aquí? No hay judíos aquí', pero estamos aquí porque la Torá nos ordena salvar vidas ... Estamos profanando el Shabat con orgullo … "
 Mati Goldstein, comandante de la misión judía de rescate ZAKA a Terremoto de Haití de 2010

Con el advenimiento de la pandemia de COVID-19 en 2020, muchas autoridades religiosas han apoyado el concepto de distanciamiento social, incluso anulando el requisito de orar en un minyan (quórum de oración) y otros mandatos religiosos a través de la transmisión en vivo.